# عقاب صائد السمك
السُّرنوف أو عقاب صائد السمك (الاسم العلمي: Pandion)، جنس من الطيور الجارحة، وهو الجنس الوحيد من فصيلة العقبان النسارية (Pandionidae). معظم التصنيفات اعتبرت هذا الجنس على أنه يصف نوعا واحدا موجودا، مفصول إلى نوع فرعي أو أعراق، بينما المعروف نوعين موجودين.
وأيضا وصفها سكان ساحل وجزر أستراليا وجنوب شرق آسيا والأرخبيل الإندونيسي باسم (Pandion haliaetus cristatus).